# П'ята холерна пандемія
П'ята холерна пандемія (також V пандемія холери, англ. fifth cholera pandemic, англ. 1881–96 cholera pandemic) — історично четверте за переліком вибухове поширення холери на великі відстані за межами її традиційного поширення в Індії, яке відбулося упродовж 1881—1896 років. Під час цієї пандемії було доказано бактеріальну природу холери і виділено збудника V. cholerae.

## Поширення пандемії
Уперше початок пандемії стартував не в Індії, а Єгипті. Саме там, в Каїрі, у 1883 році видатний німецький науковець Роберт Кох виділив з трупів померлих від холери чисту культуру холерного вібріона та докладно описав збудника цього захворювання. Кох описав свої спостереження: 
|  | «Можна припустити, що захворює тільки частина людей, які зазнали небезпеки зараження. І це майже завжди люди, що раніше страждали на розлади травлення. Мабуть, бацили можуть минути шлунковий бар'єр тільки в тому випадку, якщо в шлунку є які-небудь патологічні зміни. Зроблені в Індії спостереження підтверджують цей факт: особливо часто на холеру хворіють люди з порушенням травлення. Стало бути, в цьому захворюванні велику роль відіграє індивідуальна сприйнятливість організму. Сама холерна бацила добре розмножується, якщо вберегти її від висихання. У рідкому середовищі холерний вібріон здатний жити і рости тижнями. Тільки у вологому стані ці мікроби можуть бути перенесені від одного господаря до іншого і діяльно розвиватися. ...Ніхто ще не хворів на холеру двічі —мабуть, вона створює стійкий імунітет.» |

Під час цієї пандемії збудник холери потрапив і до Південної Америки. У Чилі 1886 року, наприклад, загинуло від недуги 40 тисяч жителів країни. Взагалі за XIX століття від холери, за різними оцінками, загинуло понад 10 млн жителів Землі.
Під час цієї пандемії наприкінці 1885 року холера досягла Галичини, центральних і східних земель України; відомо, що в Галичині та на Буковині від холери померло упродовж 1892—1894 рр. 2 300 осіб. Під час цього в Україні летальність від холери коливалася у межах 36,8—44,9 % від всіх захворювань.
У цей час видатні науковці, які мали українське походження, вивчали холеру. Зокрема, під час епідемії холери в Бретані в 1883 році майбутній Нобелівський лауреат, всесвітньо відомий науковець Ілля Ілліч Мечников з двома помічниками, докторами П. Латамі й Ж. Жюпілем, зважилися на експеримент із самозараження. У такий спосіб він хотів підтвердити правоту Р. Коха, який вважав, що відкритий ним вібріон породжує цю грізну недугу. Мечников і Латамі не захворіли, але Жюпіль не тільки занедужав, але і, в результаті, помер від холери. У 1888 році видатний український мікробіолог Микола Федорович Гамалія на собі й своїй дружині випробував безпечність запропонованої ним для профілактики холери оральної вакцини з убитих вібріонів. Володимир Аронович Хавкін, виходець з Бердянська й Одеси, бактеріолог і епідеміолог, учень Іллі Ілліча Мечникова, багато часу приділяв дослідженню холери. Йому світ зобов'язаний введенням у практику протихолерної вакцини, яку він у 1892 році випробував на собі. Данило Кирилович Заболотний, видатний український мікробіолог і епідеміолог, разом із Іваном Григоровичем Савченко, знаним патологом і мікробіологом, у 1893 році провели досить небезпечне дослідження на собі. Вони випили живу культуру холерного вібріона після попередньої пробної імунізації, щоб підтвердити ефективність оральної вакцини.
У Росії в голодні 1892-93 роки зареєстровано 620 тисяч хворих, з яких половина померла. В Омську, зокрема, в 1892 році захворіло 1 364 жителя, а померло 744 з них.

## Холерні бунти
Втрата рідини при тяжкій холері призводить до того, що швидко, протягом півгодини від моменту смерті, розвиваються виражені посмертні скорочення м'язів. У трупа згинаються або розгинаються руки і ноги. Він може перевертатися на бік, навіть сідати. Оскільки в ті часи, коли холера вбивала людей тисячами, в бараках, куди привозили таких хворих, практично завжди не вистачало місця. Тому померлих намагалися швидше поховати. Небіжчиків складали на підводи, закривали полотном і везли на кладовища. Зазвичай це спостерігали обивателі, які стояли вздовж дороги і помічали рухи трупів. Саме подібне приводило до розвитку холерних бунтів під гаслом: «Лікарі ховають живих людей! Виконують завдання уряду про зменшення кількості голодних ротів, труять народ!».
|  | ...Цей-то дійсно хороший...розташовує до себе, — сказала вона, посміхаючись при спогадах про студента.— А інші, інші — хто їх знає? Може й справді найняті вони... — Так для чого найняті, і ким знову ж? — вигукнув Григорій. — Для людського винищення ... Кажуть, що бідного люду дуже багато і вийшло розпорядження — труїти зайвих, — повідомила Мотрьона. — Хто це говорить?? — Усі говорять…". (Максим Горький «Подружжя Орлових») |

Бунти, що прокотилися по півдню України та Росії за останні два десятиліття XIX століття, забрали життя 424 медичних працівників. Вони були просто розтерзані натовпами бунтівників. Бунти були продовженням того сум'яття, яке відбулося під час другої пандемії. У заворушеннях брали участь бідні верстви населення, які через карантинів страждали внаслідок зупинки торгівлі, а також окремі релігійні фанатики.